# Тимирязевское сельское поселение (Воронежская область)
Тимирязевское сельское поселение — муниципальное образование в составе Новоусманского района Воронежской области.
Административный центр — посёлок Тимирязево.

## География
Тимирязевское сельское поселение имеет общие границы с Хреновским, Рождественско-Хавским, Хлебенским, Рогачевским сельскими поселениями, а также с Панинским районом. Границы протянулись на 48729 м.
По территории сельского поселения протекает река Хава.

## Административное деление
В состав поселения входят:
- посёлок Тимирязево
- село Горенские Выселки
- село Казанская Хава
- село Крыловка
- деревня Лутовиновка
- деревня Михайловка
- посёлок Садовый
- посёлок Успенская Хава
- село Ушановка